# Abbaye du Val-Dieu
L'abbaye du Val-Dieu est un monastère de moines cisterciens en activité entre 1216 et 2001. Elle est située à Aubel, en Belgique, dans la province de Liège.
Fondée en 1216 dans un lieu « inculte et inhabité » de la vallée de la Berwinne par des moines venus de l'abbaye de Hocht, l'abbaye fut fermée en 1812 et devint une fabrique de drap puis un pensionnat. Rachetée en 1840, l'abbaye reprit vie grâce à des moines venus de l'abbaye Saint-Bernard de Bornem.
En 2001, les trois derniers moines cisterciens ont quitté l'abbaye. Une communauté de laïcs s'est alors investit sur le site afin d'y perpétuer les valeurs de la vie chrétienne.

## Situation géographique
L'ancienne abbaye est située à Aubel, en Belgique, dans l'actuelle province de Liège. Elle repose dans la vallée de la Berwinne du pays de Herve.

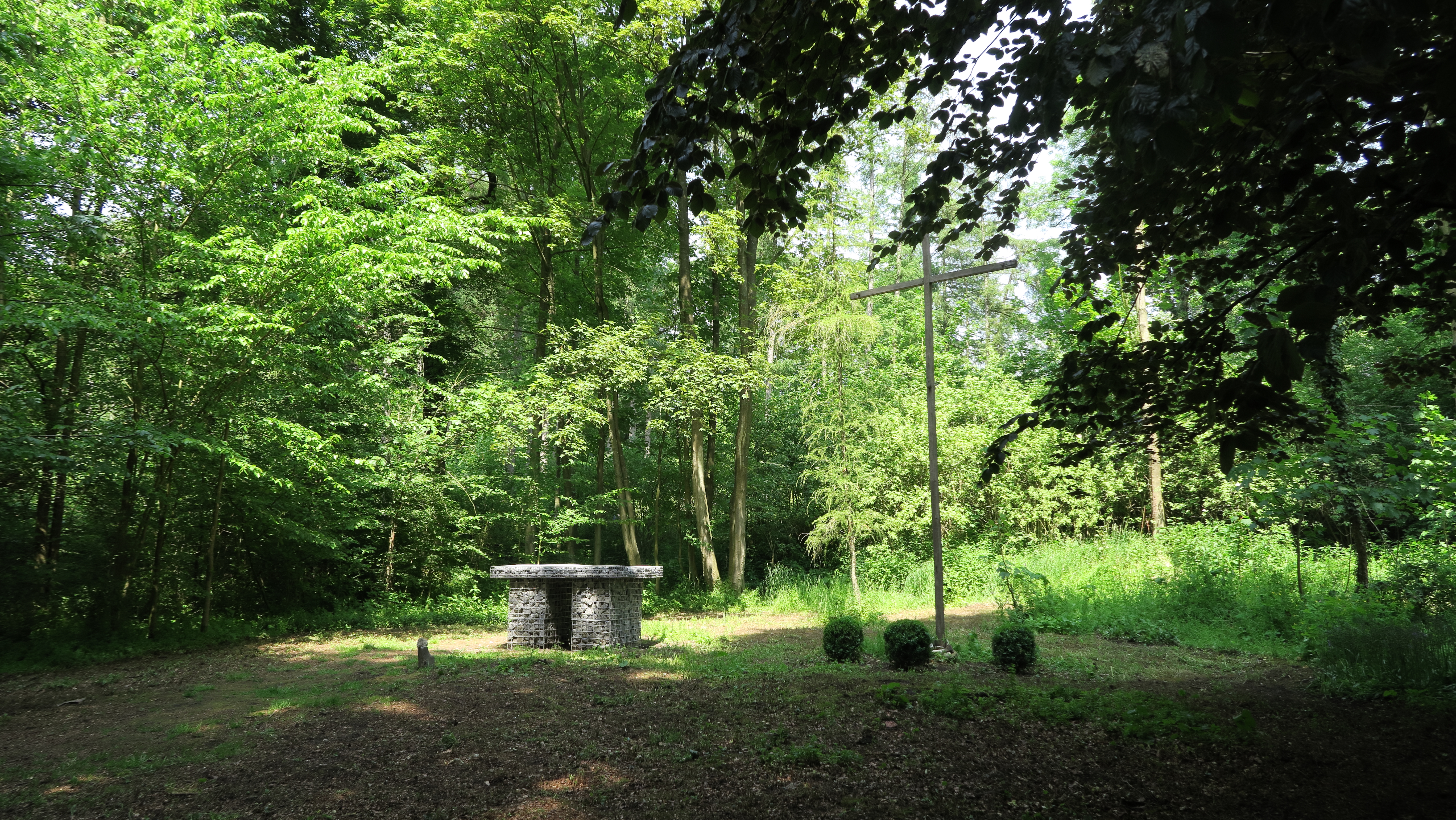
Cathédrale de verdure dans le parc de l'Abbaye du Val-Dieu à Aubel.

## Historique

### Origines
Les origines du Val-Dieu remontent à une communauté de moines cisterciens envoyés en l’an 1180 de l’abbaye d’Eberbach, au diocèse de Mayence, à Lanaken-Neerharen près de Maastricht, dans la Principauté de Liège, pour y fonder un monastère de l’ordre appelé l'Abbaye de Hocht.

### Fondation

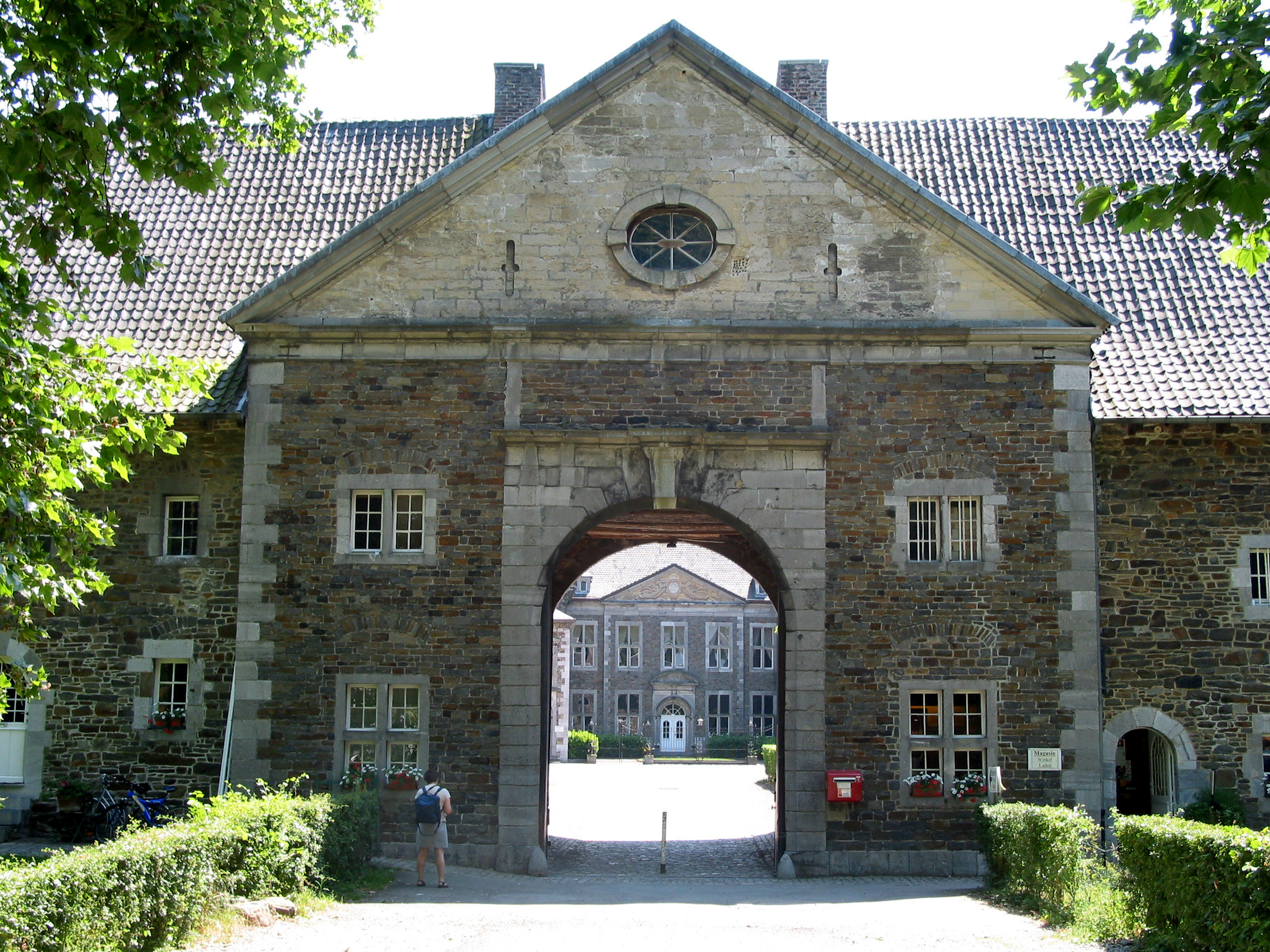
Portail principal de l'abbaye.

La situation précaire de cette fondation fait que la communauté émigre aux confins du comté de Dalhem et du duché de Limbourg, dans un site sauvage et solitaire du val de la Berwinne. Les religieux s'établissent sur des terres plus fertiles reçues en donation, en 1216, par Lothaire 1er, comte de Hochstade et de Dalhem, et Henri III, duc de Limbourg.
L'abbaye de Val-Dieu est inaugurée en 1216.

### Vicissitudes
L'abbaye est partiellement détruite plusieurs fois :
- Un incendie détruit l'église en 1286, qui est reconstruite en 1331 ;
- Des protestants mettent le feu à l'église et au monastère en 1574, la reconstruction s'achève en 1625.

### Déclin et renaissance
Après la suppression des Ordres en 1796, l'abbaye est mise en vente (1798). L'abbé Jacques Uls et deux de ses moines la rachètent, et en 1811 un groupe de huit moines vivait encore à Val-Dieu. En 1812 Val-Dieu perd son dynamique abbé. Comme il n'a pas laissé de testament la propriété passe à sa famille qui expulse les quelques moines qui restent et utilise les bâtiments à des fins commerciales: une fabrique de draps qui fait bientôt faillite.
Un pensionnat s'y installe en 1825. Trois ans plus tard il ferme. C'est alors le démantèlement: on dégarnit l'église et vend ce que l'on peut vendre, y compris la flèche. L'opération d'enlèvement est mal menée et le clocher tombe sur la toiture qui s'écroule. L'église abbatiale est en ruines…  Les autres bâtiments deviennent ferme et manoir.
Le dernier compagnon de l'abbé Uls n'a pas renoncé. Dom Bernard Klinkenberg, entré à Val Dieu en 1789 et devenu curé dans une paroisse de Ruremonde rachète Val-Dieu en 1840. Il a 70 ans, mais en 1844 il reprend la vie monastique régulière avec l'aide de moines venus de Bornhem. Klinkenberg en est le prieur. Dès 1845 quatre novices les rejoignent.
Si les moines ont récupéré une partie des bâtiments, le palais abbatial (château) reste entre les mains de laïcs. Cette cohabitation durera jusqu'en 1975. L’église abbatiale a été érigée en basilique par le pape en 1946.

### Fermeture
En 2001, les trois derniers moines cisterciens quittent l'abbaye. Une communauté de laïcs s’investit sur le site afin d’y perpétuer les valeurs de la vie chrétienne suivant les principes de l'ordre cistercien. L'abbaye est sous la direction coordonnée de l'autorité religieuse associée à l'Ordre Cistercien.

## Patrimoine architectural
Plusieurs des constructions visibles ont été élevées sous l'abbatiat de Jean Dubois (1711-1749) et sont typiquement mosanes avec leur appareil en moellons de grès. L'église date de la fin du XIXe siècle pour l'essentiel, un clocher lui ayant été ajouté en 1934 d'après les plans de l'architecte Émile Deshayes. Une porte du transept, la sacristie et deux chapelles remontent au XIIIe siècle.

## Moine célèbre
- Servais Duriau

## Brasserie et fromagerie
Le brassage de la bière est un art qui est à nouveau pratiqué, depuis 1997, au sein de l'abbaye. C'est un laïc qui exerce la fonction de brasseur.
Cinq bières Val-Dieu de fermentation haute y sont fabriquées :
- Une blonde de tradition
- Une brune de tradition
- Une triple blonde
- Une cuvée Grand Cru
- Une bière de Noël

La brasserie s'est inspirée des recettes utilisées autrefois par les anciens moines brasseurs.
Un fromage à pâte pressée demi-cuite est commercialisé sous le nom de l'abbaye par la fromagerie Herve Société. Il est aussi de coutume de déguster à l'abbaye une tartine de Stron d'Poye. Expression wallonne signifiant littéralement «caca de poule» 

## Séries télévisées tournés à l'abbaye du Val-Dieu
- 2015 : Ennemi public de Matthieu Frances & Gary Seghers (pour les intérieurs; extérieurs = Abbaye Notre-Dame du Vivier à Marche-les-Dames)